# Maxmo kyrka

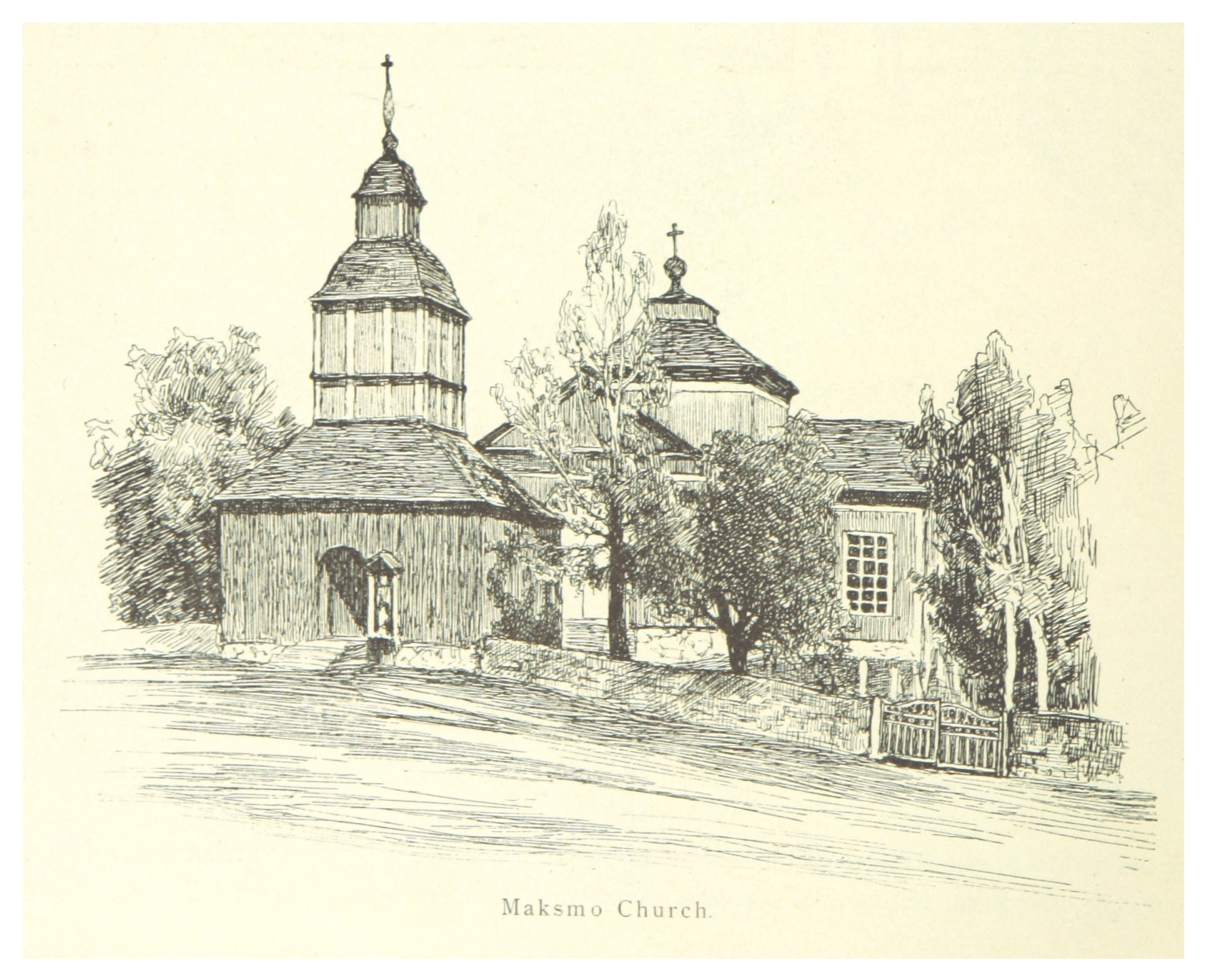
Maxmo kyrka och klockstapel 1894

Maxmo kyrka är en korskyrka av trä, som ligger i Maxmo i Vörå kommun i Österbotten. Den används av Vörå församling.
Kyrkan byggdes i nyklassisk stil av Heikki Kuorikoski, och stod färdig 1824. Den har renoverats 1897, 1904, 1933 och 1961-62. På dess 237 kvadratmeter ryms 500 personer.

## Inventarier
Den tudelade altartavlan Den korsfäste och Jesu födelse är målad av J. Tegengren 1933. En äldre altartavla av C. F. Sundström finns i sakristian.
Orgeln med 15 stämmor är tillverkad av Hans Heinrich 1966. Dess fasad och en del av piporna härstammar från den äldre orgeln, som byggdes 1903 av E. F. Walcker.

## Klockstapeln
Klockstapeln byggdes vid den föregående kyrkan 1783. Den höjdes och flyttades till den nuvarande kyrkan 1824. Klockorna är från åren 1749 och 1783.